# Луис-Эдуарду-Магальяйнс (Баия)
Луис-Эдуарду-Магальяйнс (порт. Luís Eduardo Magalhães) — муниципалитет в Бразилии, входит в штат Баия. Составная часть мезорегиона Крайний запад штата Баия. Входит в экономико-статистический микрорегион Баррейрас. Население составляет 44 265 человек на 2007 год. Занимает площадь 4018,778 км². Плотность населения — 5,6 чел./км².
Праздник города — 30 марта.

## История
Город основан 30 марта 2000 года.

## Статистика
- Валовой внутренний продукт на 2005 год составляет 1 003 460 120,00 реалов (данные: Бразильский институт географии и статистики).
- Валовой внутренний продукт на душу населения на 2005 год составляет 22 669,38 реалов (данные: Бразильский институт географии и статистики).